# Laiche (Florenville)
Pour les articles homonymes, voir Laiche.
Laiche est un village de la ville belge de Florenville situé en Région wallonne dans la province de Luxembourg. Il fait partie de la section de Chassepierre.

## Géographie
Le village est situé à peu près à mi-chemin entre Chassepierre à l’ouest et Martué à l’est, juste au sud du Ménil, sur la rive gauche de la Semois, un affluent de la Meuse.